# Ванамойз
Ва́намойз (нем. Wannamois), также мы́за Ва́намыйза (эст. Vanamõisa mõis) — рыцарская мыза на севере Эстонии в Ляэне-Харью уезда Харьюмаа. Согласно историческому административному делению, относилась к Кегельскому приходу.

## История
Предположительно в 1670 годах мыза была отделена от находящейся на юге от неё мызы Фридрихсгоф (Сауэ).
В XVII веке мыза принадлежала семьям Гастфер и Гельвиг.
В XVIII веке мыза часто меняла владельцев, в числе их были семьи Людвигов (Ludwig), фон Бохвенд (von Buxhoevd), фон Бремен (von Bremen), Крузенштерны, фон Клюген (von Klugen), фон дер Пален (von der Pahlen). В первой половине XIX века мыза была во владении фон Мореншильдов и Стенбоков.
С 1853 года мыза принадлежала Ревельскому дому бедных.
С 1882 года до её отчуждения в 1919 году мыза была во владении последнего хозяина мызы Сауэ фон Штральборна.

## Мызный комплекс
Главное здание мызы не сохранилось. Сохранились некоторые перестроенные хозяйственные постройки. В нескольких сотнях метрах от центра мызы находится остов голландской мельницы. К центральному входу мызы вела прямая дорога, заканчивающаяся аллеей, часть которой сохранилась до сих пор.